# If You Really Love Me
Pour les articles homonymes, voir If You Really Love Me (homonymie).
Singles de Stevie Wonder
We Can Work It Out
(1971) Superwoman (Where Were You When I Needed You)
(1972)
If You Really Love Me est une chanson de Stevie Wonder et Syreeta Wright que l'auteur-compositeur-interprète américain enregistre en 1970 pour son album Where I'm Coming From. 
L'année suivante, le single atteint les top 10 du Billboard Hot 100, du Billboard R&B Singles et du Billboard Easy Listening.

## Contexte
La chanson est l'une des dernières à voir la participation des Funk Brothers. Après cette sortie, Wonder quitte les studios Hitsville USA pour enregistrer à New York et jouera la plupart des instruments lui-même,. 
Elle est enregistrée le 15 mai 1970. 

### Personnel
- Stevie Wonder – voix, chœurs, synthétiseur Moog, batterie et piano[3]
- Syreeta Wright – chœurs[5]
- The Funk Brothers – instrumentation[6]
- David Van De Pitte (en) – arrangement[5]

## Classements
Le single sort le 22 juillet 1971 chez Tamla (référence T 54208F).

### Classement hebdomadaire
| Classement (1971)                     | Meilleure position |
| ------------------------------------- | ------------------ |
| États-Unis (Billboard Hot 100)        | 8                  |
| États-Unis (Billboard Easy Listening) | 10                 |
| États-Unis (Billboard R&B Singles)    | 4                  |
| États-Unis (Cash Box Top 100)         | 9                  |
| Canada (RPM Top Singles)              | 60                 |
| Royaume-Uni (UK Singles Chart)        | 20                 |

### Classement annuel
| Chart (1971)                        | Rank |
| ----------------------------------- | ---- |
| États-Unis (Billboard Year-End)     | 48   |
| États-Unis (Cash Box Year-End)      | 77   |
| États-Unis (Billboard R&B Year-End) | 28   |

## Accueil
Cash Box dit :"Wonder, via une utilisation remarquable des changements de rythme, attirera l'attention nationale [sur ce titre]".

## Reprises
Informations issues de SecondHandSong, sauf mention complémentaire.
- Grant Green, sur Shades of Green (1972),
- Rusty Bryant (en), sur Wild Fire (1972),
- Louis Prima avec Sam Butera & The Witnesses, sur The Prima Generation '72 (1972),
- Sergio Mendes & Brasil 77 sur Vintage 74 (1974),
- Sylvia Sims, sur She Loves to Hear the Music (1978),

- Lou Christie, sur Lou Christie Does Detroit! (1982),
- Mary Wells, sur Easy Touch (1982),
- Lonnie Gordon (en), sur No Regret (1996). Le single obtient une 42e position au classement Billboard Hot Dance Club[16].
- Elliott Yamin, durant la cinquième saison[17] de American Idol (2006),
- Deniece Williams, sur Love, Niecy Style (2007).